# Lincoln (Alabama)
Lincoln és una població dels Estats Units a l'estat d'Alabama. Segons el cens del 5.000 tenia 4.577 habitants.

## Demografia
Segons el cens del 2000, Lincoln tenia 4.577 habitants, 1.831 habitatges, i 1.354 famílies. La densitat de població era de 82,8 habitants/km².
Dels 1.831 habitatges en un 28,5% hi vivien nens de menys de 18 anys, en un 58% hi vivien parelles casades, en un 12,7% dones solteres, i en un 26% no eren unitats familiars. En el 22,3% dels habitatges hi vivien persones soles el 5,9% de les quals corresponia a persones de 65 anys o més que vivien soles. El nombre mitjà de persones vivint en cada habitatge era de 2,5 i el nombre mitjà de persones que vivien en cada família era de 2,89.
Per edats la població es repartia de la següent manera: un 22,9% tenia menys de 18 anys, un 8,3% entre 18 i 24, un 28,4% entre 25 i 44, un 28,8% de 45 a 60 i un 11,6% 65 anys o més.
L'edat mediana era de 39 anys. Per cada 100 dones hi havia 95,2 homes. Per cada 100 dones de 18 o més anys hi havia 92,5 homes.
La renda mediana per habitatge era de 34.053 $ i la renda mediana per família de 36.900 $. Els homes tenien una renda mediana de 29.407 $ mentre que les dones 24.102 $. La renda per capita de la població era de 18.442 $. Aproximadament el 9,4% de les famílies i el 13,4% de la població estaven per davall del llindar de pobresa.

## Poblacions properes
El següent diagrama mostra les poblacions més properes.